# Standing Rock
Standing Rock è un census-designated place (CDP) degli Stati Uniti d'America situata nello stato dell'Alabama, nella contea di Chambers.